# Sąd Najwyższy Arkansas
Sąd Najwyższy Arkansas (Arkansas Supreme Court) – najwyższy organ władzy sądowniczej w systemie prawnym amerykańskiego stanu Arkansas. Jest sądem najwyższej instancji w sprawach rozpatrywanych przez sądy stanowe, a jednocześnie także stanowym sądem konstytucyjnym. 
Składa się z przewodniczącego oraz sześciu sędziów, powoływanych w drodze wyborów bezpośrednich. Formalnie wybory te mają charakter ponadpartyjny i ugrupowaniom politycznym nie wolno wystawiać w nich kandydatów - każdy potencjalny sędzia startuje w nich jako kandydat niezależny. W praktyce jednak partie udzielają mniej lub bardziej otwartego poparcia preferowanym przez siebie kandydatom. W przypadku opróżnienia jednego ze stanowisk sędziowskich przed końcem pełnej kadencji, gubernator stanu powołuje tymczasowego sędziego w celu dokończenia kadencji. 

## Skład
stan na 29 sierpnia 2010
- James Hannah - przewodniczący
- Robert Brown
- Donald Corbin
- Paul Danielson
- Elana Wills
- Jim Gunter
- Annabelle Clinton Imber